# Miguel Galindo y Galindo
Miguel Galindo y Galindo (Zacatlán, Puebla, 1841 - Ciudad de México, 1915) fue un escritor e historiador mexicano, participó en la batalla de Puebla durante la Intervención francesa.

## Vida
Desde muy joven adoptó el ideario liberal, surgido en él de su admiración a los combatientes liberales y por varios hechos que repercutieron en su vida, como su participación en el duelo regional el 16 de abril de 1856 por la muerte del coronel Ramón Márquez, comandante del batallón de la Guardia Nacional de Zacatlán, debida a su reacción ante la dictadura santanista; por el asedio que sufre su ciudad natal por los conservadores del bandolero Cobos en noviembre; y por el folletín que leerá sobre la masacre de Tacubaya a finales de 1857, impresión que le durara el resto de su vida. Poco antes de cumplir los 18 años es reclutado por la leva para formar parte de la Guardia Nacional del ejército liberal.
Formando parte de la milicia presenciará, entre varias otras escaramuzas, los triunfos liberales en Jalatlaco el 14 de agosto de 1861, el de Puebla el 5 de mayo de 1862 como ayudante en la fuerza del coronel Rafael Cravioto y el sitio de Querétaro el 24 de marzo de 1867, siendo ayudante del General Corona.
Desde que concluyó su servicio en el ejército pasarán trece años (no se sabe que hizo durante ese tiempo), hasta 1880, cuando empieza a trabajar como redactor del periódico oficial del estado de Puebla, bajo el auspicio de dos de sus gobernadores: Juan Crisóstomo Bonilla y Juan N. Méndez sucesivamente, a los cuales conoció y con los que además estableció buenas relaciones de amistad. Durante su primera etapa escribirá por lo menos tres artículos.
A la muerte del general Bonilla en 1884, Galindo le dedica una biografía intitulada Corona Fúnebre y en 1888 publica una historia de la Penitenciaría poblana. Por otra parte, Daniel Cabrera (oriundo del mismo lugar de Galindo) editor de El Hijo de el Ahuizote, invita a Galindo a participar en el volumen colectivo de Liberales ilustres mexicanos de la Reforma y la Intervención. Galindo contribuyó con la biografía del general Juan N. Méndez. Este volumen aparece en 1890.
En 1900, publica en la capital poblana una nueva edición de la biografía del general Méndez y un artículo vindicativo sobre el general Zaragoza. En octubre del mismo año firma en Puebla, la introducción a La gran década nacional, relativa a la Guerra de Reforma, pero no será hasta abril de 1902 cuando concluye la tercera y última parte de La gran década, referente al gobierno de Maximiliano.
Los tres tomos son publicados entre 1904 y 1906. El primer tomo inicia con una frase de Cicerón, el segundo una de Juárez y el tercero una sentencia de Emilio Castelar. La obra está dedicada al presidente Porfirio Díaz, de quien se incluye el retrato y la firma.  
Galindo vivía la última década del gobierno de Díaz, existía un malestar por las constantes reelecciones de Díaz y se avecinaban tiempos difíciles para el país. En 1910 estalla la revolución mexicana y en mayo renuncia Díaz y sale del país.
En 1915 ante la lucha de facciones que se disputaban la capital del país, en donde Galindo residía entonces, se da una escasez de alimentos, en la que él sufre como víctima del hambre. Enfermó desde mayo y expira en julio de 1915.

## Obra
Su obra más recordada y por la cual más sobresalió en la historiografía del siglo XIX es La gran década nacional cuyo nombre completo es La gran década nacional ó relación histórica de la Guerra de Reforma, intervención extranjera y Gobierno del Archiduque Maximiliano 1857-1867.
Proporciona un marco estatal y nacional, lo cual nos permite entender mejor lo que acontece en nuestra región. Además, el autor fue contemporáneo y protagonista de algunos de los hechos que narra. Sin embargo es necesario reconocer que, como soldado republicano que fue, en muchas ocasiones Galindo y Galindo es víctima del apasionamiento. Como le tocó vivir esa época debió de presenciar estos sucesos o escucharlos de viva voz de las víctimas o de los familiares y amigos, y por eso trata duramente al bando conservador (sobre todo a los soldados de Chignahuapan, ciudad vecina y en dicha época enemiga mortal de Zacatlán), a quienes no pierde oportunidad de calificar como traidores, cobardes, crueles, desalmados, etc.
Las fuentes de las que hace mayor uso Galindo y Galindo son los periódicos liberales. Su obra hace uso fundamental de ellos para justiciar tanto los actos liberales y como su perspectiva de la realidad, muy agresiva con los conservadores. Entre los más citados destacan Siglo XIX, el Partido Liberal, Le Trait d´Union, La Estafeta, El Periódico Oficial y El Constitucional.
Las fuentes primarias a las que tuvo acceso fueron a los archivos de los generales Juan N. Méndez, Juan Crisóstomo Bonilla y Juan Francisco Lucas (los tres Juanes), se allegó de las relaciones de los combatientes Cristóbal Palacios, Basilio Pérez  Gallardo, Sebastián I. Campos, “de una comisión de personas de Tepeji”, del coronel Lauro Lima e incluyó la del teniente conservador Manuel Ramírez de Arellano. Finalmente, también se sabe que hizo uso del Archivo Histórico Militar Mexicano.
Como fuentes secundarias, las obras que Galindo utiliza más para la redacción de su libro son principalmente el México a través de los siglos de Vicente Riva Palacio México desde 1808 hasta 1867 de Francisco de Paula Arrangoiz y Berzábal. Aunque la obra de este último autor posea un estilo contrario al de Galindo por estar inclinada al conservadurismo, totalmente contradictorio al ideario liberal-republicano de Galindo, el autor de La gran década nacional se servirá de ella solamente para constatar que lo que él escribe no es algo inventado por sí mismo, y que hay pruebas que lo avalan, citando de esa forma únicamente los hechos históricos que Arrangoiz trata, y no así sus opiniones y doctrinas.
Debido a la gran cantidad de información que maneja en su obra, Galindo y Galindo es demasiado sintético en algunos momentos de su obra y pasa por alto detalles que para algunos estudios son muy importantes. Pero el error más común de Galindo y Galindo es exagerar cifras y hechos para exaltar a los republicanos.

## Obras publicadas
- La gran década nacional ó relación histórica de la Guerra de Reforma, intervención extranjera y Gobierno del Archiduque Maximiliano 1857-1867 (1902)
- General Juan N. Méndez
- 1861-1864 la intervención extranjera